# تومیو لومپارت
تومیو لومپارت (انگلیسی: Tomeu Llompart؛ زادهٔ ۶ اکتبر ۱۹۴۴) بازیکن فوتبال اهل اسپانیا است.
از باشگاه‌هایی که در آن بازی کرده‌است می‌توان به باشگاه فوتبال الچه اشاره کرد.
وی همچنین در تیم‌های ملی فوتبال زیر ۱۸ سال اسپانیا و زیر ۲۳ سال اسپانیا بازی کرده‌است.